# Bosák (mnich)
Bosák je označení pro člena neobutých (bosých) církevních řádů. Chůze naboso vyjadřovala pokoru, sebezápor, sebeumrtvování. Jako první ji zavádí sv. František z Asissi. Později dojde v mnoha řádech k vydělení reformní větve, která se snaží o návrat k původní přísnosti, čímž v daných řádech vznikají dvě větve: obutí a neobutí (bosí, discalceati, zřídka excalceati, obojí z lat. calceus 'střevíc, bota'). Je-li reformní větev papežem uznána jako svébytný řád, dochází tím ke vzniku nového řádu.

## Přehled řádů vzniklých jako bosé větve mateřských řádů (výběr)
- bosí augustiniáni
- františkáni
- kapucíni
- kamaldulové (kamaldulští)
- klarisky
- bosí karmelitáni
- passionisté[2]